# الرعاية الصحية في المكسيك

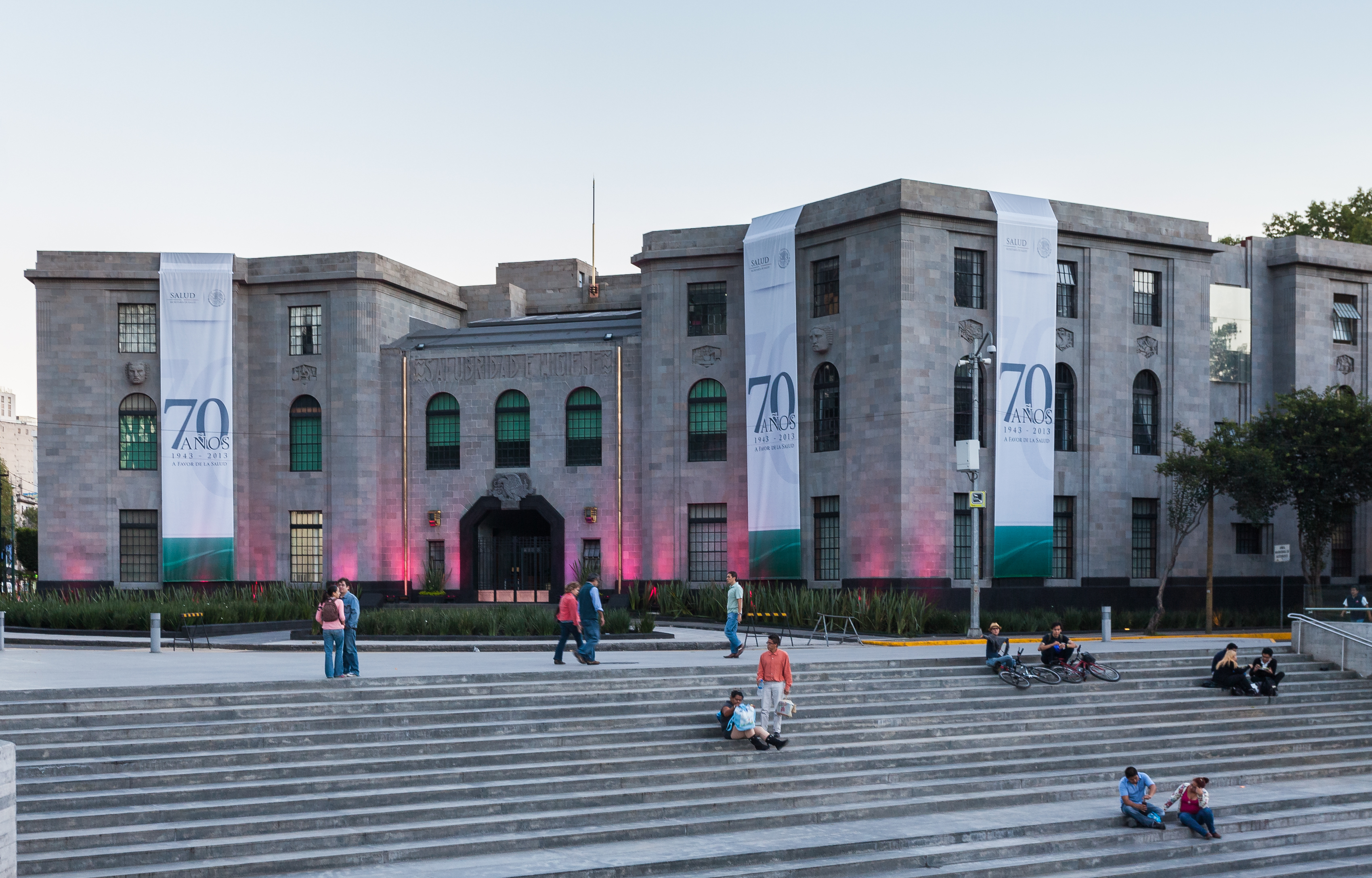

تُوفّر الرعاية الصحية في المكسيك من قبل المؤسسات العامة المدارة من قبل الدوائر الحكومية والقطاع الخاص من مستشفيات وعيادات وأطباء. تتميز إلى حد كبير بمزيج خاص من التغطية المالية المتعمدة بشكل أساسي على حالة الناس الوظيفية، وبناءً على قدرتهم في الحصول على التأمين الصحي الخارجي.
يضع الدستور الفيدرالي المكسيكي المسؤولية الرئيسية على الدولة في توفير الصحة الوطنية للسكان. تُحقق الرعاية الصحية العامة من خلال نظام إيصال وإمداد مقسّم بإتقان، والذي وضعته الحكومة الفيدرالية المكسيكية قبل نحو 70 عامًا. سمح هذا التقسيم في النظام للمنظمات والمكاتب الخاصة التي يديرها الأطباء بتقديم مجموعة متنوعة من خيارات الرعاية الصحية للأشخاص الذين يستطيعون تحمل تكاليفها وهم على استعداد لدفع ثمنها. الهيكل العام للنظام الصحي المكسيكي في حالة مستمرة وغير متجانسة من التطوير، وينعكس هذا في الإحصائيات الصحية الوطنية ومعايير إمكانية الوصول المُلاحَظة في البلاد.

## تقديم الرعاية الصحية الخاصة
يشكل قطاع الرعاية الصحية الخاص جزءًا كبيرًا من نظام الرعاية الصحية المكسيكي فيما يتعلق بكل من الإنفاق والفعالية. في الآونة الأخيرة، لُوحظ ارتفاع النشاط داخل القطاع الخاص لنظام الرعاية الصحية المكسيكي بالمقارنة مع نظيره العام. يمثل الإنفاق العام المنسوب إلى المؤسسات الخاصة نحو 52% من إجمالي الإنفاق الصحي في الدولة. علاوة على ذلك، يبدو أن هذه النسبة تعرّضت لزيادة مطردة في السنوات الأخيرة. تُدفع أجور تلبية الخدمات التي تقدمها المؤسسات الخاصة والأطباء الخاصون في مكاتبهم من قبل جزء من السكان، إما عن طريق التعاقد مع تأمين خاص أو عن طريق الدفع المباشر مقابل الخدمات التي يحصلون عليها. تشير التقديرات إلى أن نحو 6.9% من السكان المكسيكيين يتمتعون بتغطية تأمين خاصة، تُدفع بشكل أساسي بمثابة نفقات نقدية. بشكل عام، يقتصر استخدام هذا القطاع من نظام الرعاية الصحية على المكسيكيين ذوي الوضع الاجتماعي والاقتصادي العالي.
لتلبية احتياجات السكان، بدأت العلاقات بين القطاعين العام والخاص في الرعاية الصحية تتشكل بقدرات مختلفة. ومع ذلك، أظهرت الدراسات مؤخرًا القليل من التنسيق بين هذا النظام ومؤسسات القطاع العام الأخرى. لوحظ أن التجزئة الكبيرة للنظام تؤثر على اتجاهات الإنفاق بالإضافة إلى الخدمات التي يتلقاها المستفيدون.
الرعاية الصحية الخاصة هيئة غير متجانسة، لها مستويات مختلفة من التنظيم والجودة والارتباط الحكومي التي لُوحظت داخل المؤسسات المكونة لها. يوجد في المكسيك نحو 28.6 منشأة خاصة لكل مليون نسمة، والتي تمثل ثلثي جميع المستشفيات في المكسيك، مع 2,988 مؤسسة.
يمكن أن يُعزى الاستخدام المتزايد لقطاع الرعاية الصحية الخاص إلى ارتباط البنى العامة للرعاية الصحية مع تقييد إمكانية الوصول لها والجودة. يميل الاعتقاد إلى أن هذه الخدمات متفوقة في الجودة على نطاق واسع -يعتمد العديد من المرضى بشكل كبير على هذا الشكل من الرعاية الصحية، رغم تقديم الخدمات العامة في بعض الأحيان دون تكلفة. تميل الخدمات الخاصة إلى أن ترتبط بأوقات انتظار أقصر وازدحام أقل، وتفاعل أقوى بين المرضى ومقدمي الخدمة الصحية، ومعدات وأدوية عالية الجودة. بالإضافة إلى ذلك، تميل مدة الزيارات في المستشفيات الخاصة إلى أن تكون أكثر من ضعف نظيرتها في المستشفيات العامة. ومع ذلك، فإن جودة الخدمات المقدمة في هذه المؤسسات موضع جدل. خاصة في مجال الرعاية ما قبل الولادة، توجد فوارق في الجودة بين المؤسسات الخاصة والعامة.
بالإضافة إلى أفراد الشعب المكسيكي، يربط بعض الأفراد الذين لهم صلات مع المكسيك -بما في ذلك المواطنين والمهاجرين غير الشرعيين المقيمين في الولايات المتحدة، وحتى المقيمين الأمريكيين الدائمين الذين تربطهم روابط مكسيكية- المؤسسات المكسيكية الخاصة بالراحة والفعالية والتكاليف الممكن تحمّلها، حتى إلى تفضيلها فوق نظيراتها الأمريكية. أدى ذلك بدوره إلى ظهور ظاهرة تعرف بالعودة الطبية، إذ يفضّل سكان معيّنون، مثل المهاجرين، العودة إلى المكسيك لتلقي العلاج الطبي.
بالإضافة إلى ذلك، يبدو أن مقدمي الخدمات المكسيكيين، وخاصة في القطاع الخاص، ولكن أيضًا في نظيره العام، أقل تقييدًا في احتمالية رفع دعوى قضائية ضدهم أثناء ممارستهم الطبية، خاصة عند مقارنتهم بنظرائهم الأمريكيين، الأمر الذي قد يساهم في مستوى أعلى من الرعاية المتصورة.

## تقديم الرعاية الصحية العامة
للرعاية الصحية العامة نظام إيصال وإمداد مقسّم بإتقان ومُنشأ من قبل الحكومة المكسيكية. تُقدم لجميع المواطنين المكسيكيين، على النحو الذي تضمَنه المادة 4 من الدستور.
تُدعم الرعاية العامة بشكل كامل أو جزئي من قبل الحكومة الفيدرالية، اعتمادًا على حالة توظيف الشخص. جميع المواطنين المكسيكيين مؤهلون للحصول على رعاية صحية مدعومة بغض النظر عن حالة عملهم من خلال نظام مكون من مرافق للرعاية الصحية تعمل تحت إشراف أمانة الصحة الفيدرالية (المعروفة سابقًا بوزارة الصحة والمساعدة، أو إس إس إيه) من خلال برنامج يسمى التأمين الشعبي، الذي يوفر تغطية مالية للمكسيكيين الذين ليس لديهم عمل رسمي. يحمي البرنامج حاليًا أكثر من 57 مليون نسمة ويغطي نحو 260 مرضًا شائعًا و18 تدخلًا طبيًا عالي التكلفة. يمثل مخطط التأمين العام هذا، إلى جانب الضمان الاجتماعي، 95% من السكان المؤمن عليهم في المكسيك. يُستمد تمويل برنامج التأمين الشعبي من الحكومة الفيدرالية وأمانة الصحة والأفراد الذين يشكلون جزءًا من هذا النظام. ومع ذلك، فإن ما يقارب 20% من الأفراد في هذا النظام، الممثلين لأفقر قطاع مشمول ضمنه، معفون من المشاركة في التمويل.
ومع ذلك، يمكن للمواطنين العاملين ومُعاليهم استخدام البرنامج المدار والمنفّذ من قبل معهد الضمان الاجتماعي المكسيكي (آي إم إس إس). برنامج آي إم إس إس هو نظام ثلاثي الجوانب يُموّل بالتساوي من قبل الموظف وصاحب العمل الخاص والحكومة الفيدرالية. أكثر من 65 مليون شخص مشمولون من خلال برنامج آي إم إس إس وبرامجه. علاوة على ذلك، يوجد داخله برنامج آخر هو آي إم إم إس للفرص، برنامج أُنشئ لمكافحة الفقر، والذي يهدف خصيصًا إلى مساعدة أفقر الأفراد في البلد في كل من المجالات الصحية والتعليمية. يجري تمويل هذا البرنامج بالكامل من قبل الحكومة.
لا يقدم برنامج آي إم إس إس الخدمة للموظفين العموميين الذين يتلقون الخدمة بدلاً من ذلك من قبل معهد الضمان الاجتماعي والخدمات لموظفي الدولة (آي إس إس إس تي إي)، والذي يهتم بالصحة واحتياجات الرعاية الاجتماعية لموظفي الحكومة على المستويات المحلية والوطنية والفدرالية. يغطي آي إس إس إس تي إي ما يقارب 9 ملايين شخص.
توفر حكومات الولايات المكسيكية أيضًا خدمات صحية بشكل مستقل عن تلك التي تقدمها برامج الحكومة الفيدرالية. في معظم الولايات، أنشأت حكومة الولاية رعاية صحية مجانية أو مدعومة لجميع مواطنيها.
أمانة الصحة أكبر هيئة للرعاية الصحية العامة، تدير 809 مستشفى في جميع أنحاء البلاد. يقدم برنامج آي إم إس إس رعاية وخدمات المستشفيات للمواطنين العاملين ومُعاليهم ولديه 279 مستشفى تابعة له. يقدم آي إس إس إس تي إي الرعاية وخدمات المستشفيات لموظفي الحكومة ويوجد 115 مستشفى تابعة لهذا البرنامج. تنتسب المستشفيات الـ 279 الأخرى إلى 9 تبعيات حكومية، بما في ذلك مرافق الدولة وأمانة الدفاع الوطني والبحرية المكسيكية والشركة المكسيكية للنفط (بيميكس) والصليب الأحمر. تغطي الأنظمة الصحية المرتبطة بسيدينا وسيمار وبيميكس أكثر من مليون فرد إجمالًا.
في عام 2007، كان هناك ما مجموعه 23,858 وحدة صحية داخل الدولة المكسيكية، ونحو 27% من هذه الوحدات ضمن القطاع العام.